# Hayde
Hayde – postać fikcyjna z powieści Aleksandra Dumasa Hrabia Monte Christo. Córka Alego Tebelina, wychowanica tytułowego bohatera. Piękna, dumna i szlachetna dziewczyna pełna wdzięku i uroku osobistego. Umiała pięknie grać na gusli. Zakochana w swoim opiekunie długo nie mogła się doczekać wzajemności z jego strony. 

## Opis postaci
Hayde urodziła się około 1818 w Janinie jako córka Alego Tebelina (paszy i wezyra Janiny) oraz jego ulubionej niewolnicy Wasiliki. Jej matka była chrześcijanką i w tej wierze wychowała swoją córkę, ojciec zaś, choć mahometanin, wyraził na to zgodę. Hayde od najmłodszych lat wychowywana była w miłości i dostatku. Jednak jej szczęśliwe życie szybko się skończyło. Podczas powstania Greków o niepodległość przeciwko Turkom w 1822 roku Ali Tebelin stanął po stronie buntowników, za co spotkał go gniew sułtana, który skazał swego nielojalnego poddanego na śmierć. Wyrok ten wykonał służący Alemu Tebelinowi Fernand Mondego, najemny francuski oficer, któremu wezyr Janiny wierzył ponad wszystko. Fernand jednak nie tylko zabił swego pana, ale również wydał Turkom Janinę, zaś Hayde sprzedał w niewolę. Matka dziewczyny nie dożyła tego, gdyż zmarła z rozpaczy widząc obciętą głowę swego męża wbitą na pikę. Hayde miała wtedy zaledwie kilka lat, ale doskonale zapamiętała wszystko, co się wtedy stało i przysięgła zemstę mordercy swego ojca. Dziewczynka została sprzedana Ormianinowi El Kobbirowi, który zadbał o jej wykształcenie, a gdy skończyła trzynaście lat sprzedał ją sułtanowi Epiru. Od niego z kolei kupił ją za cenę pięknego szmaragdu hrabia Monte Christo. Hrabia zaopiekował się piękną Greczynką stając się jej opiekunem i prawdziwym przyjacielem. Wyjawił Hayde, że on również ma osobiste porachunki z Fernandem Mondego i jeśli oboje połączą swoje siły, razem zdołają go zniszczyć. Hayde z radością przystała na ten pomysł i ruszyła ze swoim nowym „panem” w świat.
W roku 1838 hrabia Monte Christo oraz Hayde przebywali w Rzymie na karnawale. Oboje często pokazywali się publicznie chodząc do opery lub na bale, wywołując w ten sposób przerażenie wśród ludzi, którzy brali ich za wampira w towarzystwie orientalnej kochanki. Z Rzymu udali się do Paryża, gdzie hrabia miał zamiar przeprowadzić zemstę na ludziach, którzy kiedyś zniszczyli mu życie. Byli to Fernand Mondego, Danglars oraz Gerard de Villefort. Pierwszy z nich był również osobistym wrogiem Hayde, która z niecierpliwością oczekiwała na dokonanie na nim zemsty. Czekała cierpliwie wiedząc, że opłaci jej się to. W międzyczasie Hayde zakochała się w swoim opiekunie i przy najbliższej okazji nieśmiało dała mu to do zrozumienia. Hrabia jednak miał uraz do kobiet i nie wierzył w miłość. Dlatego nie przejął się słowami swojej niewolnicy, a właściwie wychowanicy, Monte Christo bowiem nigdy nie traktował Hayde jak swojej własności i kiedy tylko znaleźli się w Paryżu zawiadomił ją, że na terenie Francji zakazane jest niewolnictwo, więc ona może odejść od niego, kiedy tylko zechce. Hayde jednak oświadczyła, że jest gotowa zostać z nim do końca życia. Hrabia opiekował się więc nią i starał się, by czuła się u niego szczęśliwa. Dał jej w swojej paryskiej posiadłości piękną komnatę, otoczył ją orientalną służbą oraz starał się, by czuła się jak księżniczka. Jednocześnie szykował się do zadania ciosu Fernandowi Mondego – obecnie hrabiemu de Morcerf. By go podejść Monte Christo zaprzyjaźnił się z jego synem Albertem, z którego pomocą wszedł na paryskie salony. Albert często odwiedzał hrabiego Monte Christo i zainteresował się jego tajemniczą „niewolnicą”. Hayde więc na prośbę swego opiekuna opowiedziała pewnego razu Albertowi swoją historię, ale dyskretnie uprzedzona przez hrabiego pominęła w niej nazwisko Fernanda Mondego.
Tymczasem okazja do zemsty zbliżała się coraz większymi krokami, zwłaszcza że Hayde rozpoznała Fernanda będąc ze swoim opiekunem w operze. Hrabia nie miał więc już wątpliwości, że oboje szukają tego samego człowieka i przeszedł do działania. W rozmowie z Danglarsem mimochodem wyraził zainteresowanie przeszłością Fernanda i dowiedział się, że istnieje wiele niejasności wobec jego przygód w Janinie. Hrabia poprosił Danglarsa, by dowiedział się on wszystkiego, co się da w tej sprawie. Bankier nie rozumiał, po co hrabiemu te informacje, ale prośbę spełnił i już niedługo potem w gazecie ukazał się artykuł mówiący o tym, iż pewien francuski oficer imieniem Fernand zdradził i zamordował Alego Tebelina. Choć nie podano w artykule nazwiska, wszyscy wiedzieli, o kogo chodzi, zaś Fernand Mondego, hrabia de Morcerf stanął przed Izbą Parów musząc się przed nią tłumaczyć z grzechów młodości. Długo bronił się i odpierał wszelkie zarzuty, ale na posiedzeniu pojawiła się Hayde, która oznajmiła, iż rozpoznaje go jako mordercę swego ojca, a na dowód swoich słów wskazała na bliznę, jaką Fernand miał na prawej dłoni – ślad po ranie, jaką zadał mu Ali Tebelin na chwilę przed śmiercią. Świadectwo Hayde przyczyniło się do uznania winy Fernanda Mondego, a tym samym pozbawienia go członkostwa w Izbie Parów oraz całkowitego ośmieszenia. Zemsta się dokonała. Nie oznaczało to jednak zakończenia całej sprawy, Albert bowiem w obronie honoru ojca wyzwał hrabiego Monte Christo na pojedynek. Hrabia wyzwanie przyjął i miał zamiar zabić narwanego młodzika, ale nie dopuściła do tego matka Alberta, Mercedes (dawna wielka miłość hrabiego). Ubłagała ona pana na Monte Christo, by nie zabijał jej syna. Hrabia uznał więc, że w takim wypadku sam musi dać się zabić Albertowi. Spisał testament i pożegnał się z zapłakaną Hayde, która przeczuwała, co jej opiekun planuje zrobić. Jednak hrabia nie zginął – Mercedes przekonała bowiem Alberta, by przeprosił on Monte Christa i do pojedynku nie doszło. Hrabia wrócił bezpiecznie do domu, gdzie przywitała go ukochana Hayde. Jeszcze tego samego dnia Fernand Mondego popełnił samobójstwo.
Jakiś czas później Hayde została odwieziona na wyspę Monte Christo, gdzie hrabia przywiózł również cudownie ocaloną przed otruciem Walentynę de Villefort. Panie szybko się ze sobą zaprzyjaźniły i kiedy na wyspie pojawił się hrabia z Maksymilianem Morrelem (ukochanym Walentyny) obie ugościły ich, po czym każda wyznała miłość swemu ukochanemu. Hrabia miał wciąż pewne wątpliwości, ale Hayde rozwiała je zapewniając go, że nigdy nie przestanie go kochać. Monte Christo przyjął więc jej miłość i razem z nią odpłynął na Wschód.

## Hayde w filmie
W licznych ekranizacjach powieści Dumasa postać Hayde zagrały m.in. następujące aktorki:
1. Virginia Brown Faire – Hrabia Monte Christo z 1922 r.
2. Eleanor Phelps – Hrabia Monte Christo z 1934 r.
3. Lise Delamare – Hrabia Monte Christo z 1943 r.
4. Maria Cristina Grado – Hrabia Monte Christo z 1954 r.
5. Claudine Coster – Hrabia Monte Christo z 1961 r.
6. Isabelle DeValvert – Hrabia Monte Christo z 1975 r.
7. Inés Sastre – Hrabia Monte Christo z 1998 r.

Warto zauważyć, że w filmach postać Hayde zostaje mocno umniejszona i nie odgrywa ona tak znacznej roli w zemście hrabiego Monte Christo jak w powieści. Jedynie wersje z 1922 r, 1934 i 1954 pokazują miłość jej i Dantesa. W pozostałych ekranizacjach Hayde pojawia się zwykle sporadycznie jako narzędzie zemsty Dantesa na Fernandzie Mondego. Zmiany idą do tego stopnia, że w filmie z 1975 r. Hayde jest mulatką, zaś w serialu z 1998 r. Hayde pojawia się zaledwie w kilku scenach, by potem zniknąć tak szybko, jak się pojawiła i wyjść za Franz d’Epinay.

## Źródła
1. ↑  Raicu, Elena. "The Count of Monte Cristo between 1844 and 2002. Losing Haydée." REPRESENTATION OF IDENTITIES AND FILM STUDIES (2015): 510.